# Demeter Balla
Pour les articles homonymes, voir Balla.
Dans le nom hongrois Balla Demeter, le nom de famille précède le prénom, mais cet article utilise l’ordre habituel en français Demeter Balla, où le prénom précède le nom.
Demeter Balla, né en 1931 et mort en 2017, est un photographe hongrois.

## Biographie
Né dans une famille d'agriculteurs, il fait ses études à Szentes et à Kunszentmarton. Il devient photographe à Budapest. Il est membre de l'association des photographes hongrois, et vit à Budapest. Il travaille en tant que reporter-photographe pour une société de presse.

## Expositions
- 1960 : Ediy Molnar, Demeter Balla, Ernö Tillai, Budapest
- 1964 : Exposition itinérante en Pologne
- 1966 : Exposition itinérante en Iran et au Liban
- 1968 : Miskolc, Hongrie
- 1971-1873 : Exposition itinérante en Hongrie
- 1976 : Galerie d'art hongroise, Budapest
- 1978 : Utkösben, Istvan Kiraly Muizeum, Budapest

## Distinctions
Il a reporté notamment le prix de la Pravda en 1972, Prix Béla-Balázs en 1977 et le Prix Kossuth en 2004.